# Alan F. Alford
Alan F. Alford, (1961 – ngày 14 tháng 11 năm 2011) là một nhà văn và diễn giả người Anh về các chủ đề tôn giáo cổ đại, thần thoại và Ai Cập học.
Cuốn sách đầu tiên nhan đề Gods of the New Millennium (1996) của ông dựa trên thuyết nhà du hành vũ trụ cổ của Zecharia Sitchin và trở thành sách bán chạy số 11 ở Anh. Tuy nhiên, trong các bài viết tiếp theo của mình, ông thừa nhận những sai lầm nghiêm trọng trong việc sử dụng giả thuyết của Sitchin và đề xuất một thuyết thay thế là thuyết đại hồng thủy trong thần thoại cổ đại: "Bây giờ tôi chắc chắn với quan điểm rằng những vị thần này đã nhân cách hóa bầu trời sụp đổ; nói cách khác, dòng dõi của các vị thần là sự thể hiện thơ mộng của huyền thoại về trận đại hồng thủy vốn là trung tâm của các tôn giáo Cận Đông cổ đại."

## Tiểu sử
Sinh năm 1961, Alan Alford từng theo học Trường King Edward VI ở Southampton, Anh và lấy bằng Thương mại của Đại học Birmingham in 1982. năm 1982. Ông trở thành một kế toán được thuê riêng đủ điều kiện vào năm 1985, trong khi được hãng kế toán Arthur Young Chartered Accountants đào tạo tại Southampton. Ông theo đuổi sự nghiệp trong ngành công nghiệp, làm việc cho hãng McCarthy & Stone plc, Flight Refuelling plc, và South Staffordshire Water plc (suốt trong thời gian này ông đã thi lấy bằng MBA của Đại học Coventry). Ông rời công ty sau này vào năm 1995, và bắt đầu sự nghiệp mới với tư cách là một nhà văn.

## Rút lại thuyết nhà du hành vũ trụ cổ
Trong cuốn Gods of the New Millennium (1996 & 1997), Alford đã thu hút sự chú ý của công chúng Anh đến giả thuyết của nhà văn về phi hành gia cổ đại Zecharia Sitchin. Cuốn sách là một thành công về mặt thương mại. Tuy nhiên, chưa đầy hai năm sau, Alford bắt đầu mâu thuẫn với người thầy của mình khi cho rằng các vị thần đã nhân cách hóa vụ nổ của một hành tinh trên trời, nơi đã hình thành nên Trái Đất.
Những nghi ngờ của Alford về giả thuyết của Sitchin đã xuất hiện khi đọc Các văn bản Kim Tự Tháp để nghiên cứu cho cuốn sách của ông có nhan đề The Phoenix Solution (1998). Khi làm như vậy, ông đã tìm thấy ít bằng chứng ủng hộ giả thuyết nhà du hành vũ trụ cổ, nhưng thay vào đó, ông đã tìm thấy sự tương ứng giữa huyền thoại Ai Cập và "giả thuyết hành tinh phát nổ" của nhà thiên văn học người Mỹ Tom Van Flandern. Alford khẳng định rằng chìa khóa cho sự đảo ngược này là nhận ra rằng "các vị thần đã nhân cách hóa sức mạnh đại hồng thủy của tạo hóa". Tuy nhiên, nhiều độc giả của ông thích thuyết âm mưu rằng Alford đã bị CIA bịt miệng.
Nhận ra sai lầm của mình, Alford bắt đầu cuộc điều tra của riêng mình về các văn bản thần thoại Lưỡng Hà. Kết quả là When The Gods Came Down (2000), ông đã tinh chỉnh và mở rộng giả thuyết huyền thoại về cơn đại hồng thủy của mình trong khi đưa ra một phản bác cứng rắn đối với cách giải thích về thuyết nhà du hành vũ trụ cổ. Cùng với việc xuất bản cuốn sách này, Alford đã xuất bản trên trang web của mình một bài 'Tự phê bình' rộng rãi về cuốn sách đầu tiên của ông mang tên Gods of the New Millennium. Vào thời điểm này, ấn bản bìa mềm của GOTNM cũng bắt đầu mang một lời tựa mới, trong đó tác giả bày tỏ sự dè dặt của mình về chương 6 đến chương 16.
Trong The Atlantis Secret (2003), Alford đã đứng ra công kích thuyết huyền thoại của phái Euhemerus và Von Daniken, cho rằng các vị thần Hy Lạp không phải là anh hùng hay phi hành gia được thần thánh hóa mà là hiện thân của các sự kiện đại hồng thủy từ sự khởi đầu thế giới. Đối với niềm tin cổ xưa rằng các vị thần đã ban tặng những món quà của nền văn minh cho con người – một huyền thoại thường được các nhà văn theo thuyết nhà du hành vũ trụ cổ trích dẫn – đây là sự mở rộng tự nhiên của huyền thoại 'sinh ra từ trái đất' phổ biến trong thời cổ đại.

## Giả thuyết về hành tinh nổ tung trong thần thoại
'Giả thuyết về hành tinh bùng nổ' trong thần thoại xuất hiện lần đầu tiên trong cuốn sách The Phoenix Solution của Alford, và được tiếp nối trong các cuốn sách tiếp theo của ông mang tên When The Gods Came Down và The Atlantis Secret.
Trong cuốn The Phoenix Solution, Alford đã lưu ý đến nhiều văn bản Ai Cập khác nhau mô tả 'sự sụp đổ của bầu trời' và sự thụ tinh sau đó của Trái Đất. Dựa trên công trình gây tranh cãi của nhà thiên văn học Tom Van Flandern, ông giải thích kịch bản thần thoại này (cũng được biết đến trong thần thoại Sumer) là một vụ nổ hành tinh mang tính giả tưởng (nhưng không quan sát được) đã diễn ra hàng triệu năm trước. Ông tuyên bố rằng phần lớn thần thoại Ai Cập dựa trên sự tưởng tượng về 'cái chết và sự phục sinh' của hành tinh đã mất tích từ lâu này, được nhân cách hóa như một loại thần sáng tạo.
Trong cuốn When The Gods Came Down, Alford đã mở rộng phạm vi nghiên cứu của mình sang thần thoại Lưỡng Hà và Kinh Thánh. Trong cuốn sách này, ông đã tách giả thuyết huyền thoại về hành tinh nổ của riêng mình khỏi giả thuyết về hành tinh phát nổ của Van Flandern trong khoa học. Ông cho rằng tôn giáo của người Sumer là một 'giáo phái hành tinh bùng nổ' và huyền thoại trung tâm của nó đã được mã hóa trong những câu chuyện về các vị thần từ trên trời xuống – về đại hồng thủy và sự sáng tạo loài người – về các cuộc chiến giữa các vị thần trên trời và trần gian – và cuộc hôn nhân thiêng liêng của thần thánh và nữ thần. Một trong những tuyên bố gây tranh cãi nhất của ông là câu chuyện về sự đóng đinh và sự phục sinh của Chúa Giê-su Kitô đã ám chỉ số phận của thiên quốc, và chắc chắn rằng Chúa Giê-su không bao giờ tồn tại trừ khi là diễn viên chính trong vở kịch những nỗi khổ hình của Chúa Giê-xu thời cổ đại.
Trong cuốn The Atlantis Secret, Alford nhấn mạnh tầm quan trọng của các trận đại hồng thủy trong thần thoại Hy Lạp cổ đại và cho rằng các vị thần Hy Lạp đã thừa hưởng nhiều đặc điểm từ các vị thần Lưỡng Hà cổ hơn. Tuy nhiên, ông cảnh báo rằng niềm tin của người xưa về các hành tinh phát nổ không đòi hỏi một vụ nổ thực sự. Thay vào đó, ông dựa trên công trình của Victor Clube và Bill Napier để cho rằng sao chổi, quả cầu lửa và thiên thạch đã được quan sát chặt chẽ vào buổi bình minh của nền văn minh, và rằng các nhà hiền triết cổ đại đã suy luận một hành tinh nổ tung, đúng hay sai, từ những nguyên tắc đầu tiên; các nhà hiền triết sau đó đã đã quy cho trận đại hồng thủy vào đầu thời gian này. Có một lời chỉ trích ngụ ý đối với cách giải thích theo chủ nghĩa lịch sử của Velikovsky về huyền thoại trận đại hồng thủy.
Những người chỉ trích giả thuyết của Alford cho rằng đó là thuyết vô thần, vì các hành tinh không phát nổ, hoặc người xưa thậm chí không hiểu khái niệm về một hành tinh. Đáng lý hơn là những nhà phê bình cho rằng ông đã sai khi coi hành tinh nổ tung như một lời giải thích nguyên thủy của mọi huyền thoại.

## Ấn phẩm
- Gods of the New Millennium (Các vị thần của thiên niên kỷ mới), Hodder & Stoughton, 1997; Eridu Books xuất bản lần đầu, 1996.
- The Phoenix Solution (Giải pháp Phượng hoàng), Hodder & Stoughton, 1998.
- When the Gods Came Down (Khi các vị thần giáng lâm), Hodder and Stoughton, 2000.
- The Atlantis Secret (Bí mật Atlantis), Eridu Books, 2001, bản bìa mềm thương mại.
- Pyramid of Secrets (Kim tự tháp bí mật), Eridu Books, 2003, bản bìa mềm thương mại
- The Midnight Sun (Mặt trời lúc nửa đêm), Eridu Books, 2004, bản bìa mềm thương mại.